# Marc Colomer i Flores
Marc Colomer i Flores (Arenys de Munt, 1977) és un periodista català. Ha estat director de l'Agència Catalana de Notícies entre l'abril de 2016 i març de 2022 i vicesecretari de comunicació d'Esquerra Republicana de Catalunya.
Va desenvolupar l'inici de la seva trajectòria professional al Maresme, on fou periodista a diversos mitjans locals, entre altres a ComRàdio així com a l'edició territorial del diari El Punt.
De 1992 a 2002 va ser periodista i posteriorment director de Ràdio Arenys. Després de ser corresponsal d'Europa Press, va incorporar-se dos anys a la secció de política de l'Agència Catalana de Notícies com a periodista multimèdia fins que el 2010 entrà a l'equip fundacional del diari Ara per formar part de la secció de política fins al 2016.
El 12 d'abril de 2016 va ser nomenat a proposta d'Esquerra Republicana de Catalunya director de l'Agència Catalana de Notícies en substitució de Joan Maria Clavaguera, al càrrec des del maig del 2011. Va ocupar el càrrec públic fins a març de 2022, quan fou reemplaçat per Iu Forn a proposta de Junts per Catalunya. Aleshores s'incorpora al partit a l'equip de comunicació i al setembre de 2022 n'és nomenat vicesecretari de comunicació i estratègia. Un any després, el gener de 2024, és substituït per Oriol Duran i deixa el càrrec. el juliol de 2024, arran d'una investigació del diari ARA, es destapa el cas de falsa bandera dels cartells sobre els germans Maragall per la malaltia d'Alzheimer de Pasqual Maragall i altres campanyes fetes per l'equip de comunicació d'Esquerra Republicana de Catalunya i Marc Colomer es converteix en un dels quatre expedientats.
És membre del Grup de Periodistes Ramon Barnils, i des del 2014 ha col·laborat en programes d'anàlisi política de Televisió de Catalunya (2324, Més 3/24...) i de Catalunya Ràdio (Catalunya Migdia, El matí de Catalunya Ràdio..).